# Smith Creek (Popo Agie River)
Der Smith Creek ist ein rund 6 km langer Bach im Fremont County in Wyoming in den USA. 

## Verlauf
Er entspringt etwa einen Kilometer entfernt des Flugplatzes Hunt Field, südlich außerhalb von Lander und fließt zunächst in nordöstliche Richtung. Nach einigen hundert Metern unterquert der Bach den U.S. Highway 287. Danach schlägt der Bach eine nördliche Richtung ein und empfängt von rechts zwei namenlose Zuflüsse. Der Bach mäandriert dann seiner Mündung entgegen und empfängt von rechts einen weiteren namenlosen Zufluss. Kurz darauf mündet von links mit dem Chittim Gulch der einzige benannte Zufluss des Baches ein. Der Smith Creek unterquert danach die Wyoming State Route 789 sowie eine alte Eisenbahntrasse und mündet schließlich in einer Höhe von 1601 m, 200 m nördlich der Stätte des historischen Fort McGraw in den Popo Agie River.
Der Bach lässt sich zum Angeln nutzen.